# Karuê Sell
Karuê Wiele Sell (* 13. November 1993 in Jaraguá do Sul) ist ein brasilianischer Tennisspieler.

## Persönliches
Seit 2019 betreibt Karuê Sell, zunächst unter dem Namen „My Tennis HQ“, einen Youtube-Kanal, wo er Trainingsvideos veröffentlicht und Einblicke in sein Leben als Tennistrainer gibt. Nach seinem Comeback 2023 begleitet er auch seine Turnierteilnahmen mit Videos. Sein Kanal, den er in „Karue Sell“ umbenannte, hat im Mai 2025 169.000 Follower.

## Karriere
Sell spielte zwischen 2009 und 2011 auf der ITF Junior Tour. Dort nahm er dreimal an Grand-Slam-Turnieren teil. Im Einzel gelang ihm einmal der Einzug in die zweite Runde; im Doppel war er erfolgreicher und erreichte das Viertelfinale der US Open 2010 sowie das Halbfinale der Australian Open 2011. Darüber hinaus gewann er zwei Doppeltitel mittlerer bis niedrigerer Relevanz. In der Junioren-Rangliste erreichte er mit Platz 33 seine höchste Notierung.
Von 2011 bis 2016 absolvierte Sell ein Studium an der UCLA, wo er auch College Tennis spielte. Er schloss das Studium mit dem Bachelor im Fach Geografie ab.
Nachdem er vor seinem Studium bereits erste Profiturniere absolviert hatte und im Doppel seinen ersten Titel der ITF Future Tour gewonnen hatte, kehrte er ab 2017 wieder zur Tour zurück. In seinem ersten Profijahr gewann er je einen Einzel- und Doppeltitel, womit er im Einzel die Top 800 der Tennisweltrangliste erreichte. Bis März 2019 gewann er zwei weitere Titel im Einzel und drei weitere im Doppel. Auf der höher dotierten ATP Challenger Tour gelang ihm im Einzel einzig in Savannah durch einen Sieg über die Nummer 187 der Welt, Evan King der Einzug in die zweite Runde. Zwischenzeitlich schaffte er es auf Platz 371 in der Rangliste. Dann pausierte er vorerst seine Karriere und war in verschiedenen Funktionen als Tennistrainer aktiv. Als Grund für seinen Rückzug gab er finanzielle Aspekte sowie fehlende Motivation an. Sowohl an der Pepperdine University als auch ein seiner Alma Mater war er anschließend Assistenztrainer der Tennismannschaft. Zudem trainierte er Marcos Giron und war Hitting-Partner von Naomi Osaka.
Im Oktober 2023 kehrte Sell zurück auf die Tennistour und gewann bei seinem ersten Turnier ohne Satzverlust seinen vierten Future-Titel. Er klettere die Rangliste stetig nach oben und hatte nach zwei weiteren Turniersiegen auf der Future Tour genug Punkte, um regelmäßig bei Challengers an den Start zu gehen. In Porto Alegre gelang ihm das erste Mal überhaupt der Einzug ins Challenger-Viertelfinale. In der zweiten Jahreshälfte 2024 schaffte er es in Bogotá und Las Vegas noch einen Schritt weiter und stand dort jeweils im Halbfinale. Damit hatte er sein Karrierehoch von 2018 übertroffen und steigerte es bis Platz 258 im November 2024. Anfang 2025 konnte er zunächst nicht an die Leistungen anknüpfen und verlor dadurch einige Positionen. Im Mai besiegte Sell in der Qualifikation des Turniers in Genf Pierre-Hugues Herbert und Rémy Bertola und gab anschließend im Hauptfeld gegen Fábián Marozsán sein Debüt auf der ATP Tour. Gegen den Ungarn blieb er beim 1:6, 1:6 chancenlos.